# Varg i veum
Varg i veum, av fornisländska vargr i véum, 'dråpare (förbrytare) i helgedomen', var en beteckning för en fredlös person. Ursprungligen avsåg termen  en brottsling som begått brott inom ett helgat område, till exempel en kyrka. "Varg i veum" motsvaras av det från tyskan inlånade "fågelfri".

## Etymologi
"Veum" är dativ av vi, ett gammalt ord för helgedom eller kyrka. 
Ordet "varg" betydde förr 'våldsverkare'. Fornsvenska vargher betyder både 'varg' och 'våldsverkare, förstörare'. "Varg" användes som ett noaord i stället för "ulv", som vargen tidigare kallades. I överförd betydelse betyder "varg i veum": 'allmänt avskydd människa, persona non grata'.